# Лора Палмер (порноактриса)
Лора Палмер (англ. Laura Palmer), настоящее имя Петра Симцекова (англ. Petra Simcekova, род. 20 сентября 1969, Чехия) — чешская порноактриса, лауреат премии AVN Awards.

## Биография
Родилась 20 сентября 1969 года в Чехии. Дебютировала в порноиндустрии в 1994 году, в возрасте около 25 лет.
Снималась для таких студий, как Adam & Eve, Elegant Angel, Evil Angel, Private Media Group, Sin City, Vivid Entertainment и других.
В 1999 году получила премию AVN Awards в номинации «лучшая групповая лесбийская сцена (фильм)» за роль в картине White Angel совместно с Руби и другими.
Ушла из индустрии в 2002 году, снявшись в 201 фильме.

## Награды и номинации
| Год  | Награда    | Категория                                 | Работа      | Результат |
| ---- | ---------- | ----------------------------------------- | ----------- | --------- |
| 1999 | AVN Awards | Лучшая групповая лесбийская сцена (фильм) | White Angel | Победа    |

## Избранная фильмография
- White Angel[6] (1998)